# Astroblepus
Astroblepus — єдиний рід родини Астроблепові ряду сомоподібних. Має 79 видів. Інші назви «піднесений сом», «сом-присоска». Багато видів або різновидів досі не описано. Зрідка тримаються в акваріумах.

## Опис
Загальна довжина представників цього роду коливається від 12 до 30 см. Схожі на представників родини Лорікарієвих. Голова сплощена. Очі невеличкі. У нижній частині морди або в нижній частині рота присутні присоски, є всмоктуючий диск. Звідси походить інша назва цих сомів. Є 2 пари вусиків на верхній щелепі, близько до ніздрів. Тулуб сплощено. Помітно 34 ребра. Повністю або частково позбавлені луски. Плавальний міхур невеликий, кишечник відносно короткий. Спинний плавець жорсткий з 6-7 м'яких променів. Присутній жировий плавець, що утворюється подовженим жорстким струменів. Анальний плавець має 4-6 м'яких променів.

## Спосіб життя
Зустрічаються в швидких прохолодних річках на висоті до 3500-4000 м над рівнем моря. За допомогою присоски і грудних плавців можуть забиратися по стрімких невисоким порогам чи водоспаду. Живляться наземними та водними безхребетними, насамперед кільчастими хробаками.

## Розповсюдження
Поширені у Панамі, Венесуелі, Колумбії, Еквадорі, Перу.

## Види
| - Astroblepus acostai - Astroblepus ardiladuartei - Astroblepus ardilai - Astroblepus bellezaensis - Astroblepus boulengeri - Astroblepus brachycephalus - Astroblepus cacharas - Astroblepus cajamarcaensis - Astroblepus caquetae - Astroblepus chapmani - Astroblepus chimborazoi - Astroblepus chinchaoensis - Astroblepus chotae - Astroblepus cirratus - Astroblepus curitiensis - Astroblepus cyclopus - Astroblepus eigenmanni - Astroblepus festae - Astroblepus fissidens - Astroblepus floridaensis - Astroblepus formosus - Astroblepus frenatus - Astroblepus grixalvii - Astroblepus guentheri - Astroblepus heterodon - Astroblepus hidalgoi |  | - Astroblepus homodon - Astroblepus huallagaensis - Astroblepus itae - Astroblepus jimenezae - Astroblepus jurubidae - Astroblepus labialis - Astroblepus latidens - Astroblepus longiceps - Astroblepus longifilis - Astroblepus mancoi - Astroblepus mariae - Astroblepus marmoratus - Astroblepus martinezi - Astroblepus mendezi - Astroblepus micrescens - Astroblepus mindoensis - Astroblepus mojicai - Astroblepus moyanensis - Astroblepus nettoferreirai - Astroblepus nicefori - Astroblepus onzagaensis - Astroblepus orientalis - Astroblepus ortegai - Astroblepus peruanus - Astroblepus phelpsi - Astroblepus pholeter |  | - Astroblepus pirrensis - Astroblepus pradai - Astroblepus praeliorum - Astroblepus prenadillus - Astroblepus putumayoensis - Astroblepus quispei - Astroblepus regani - Astroblepus rengifoi - Astroblepus retropinnus - Astroblepus riberae - Astroblepus rosei - Astroblepus sabalo - Astroblepus santanderensis - Astroblepus simonsii - Astroblepus stuebeli - Astroblepus supramollis - Astroblepus taczanowskii - Astroblepus tamboensis - Astroblepus theresiae - Astroblepus trifasciatus - Astroblepus ubidiai - Astroblepus unifasciatus - Astroblepus vaillanti - Astroblepus vanceae - Astroblepus ventralis - Astroblepus verai - Astroblepus whymperi |